# Argidia tarchon
Argidia tarchon är en fjärilsart som beskrevs av Pieter Cramer 1777. Argidia tarchon ingår i släktet Argidia och familjen nattflyn. Inga underarter finns listade i Catalogue of Life.

## Bildgalleri

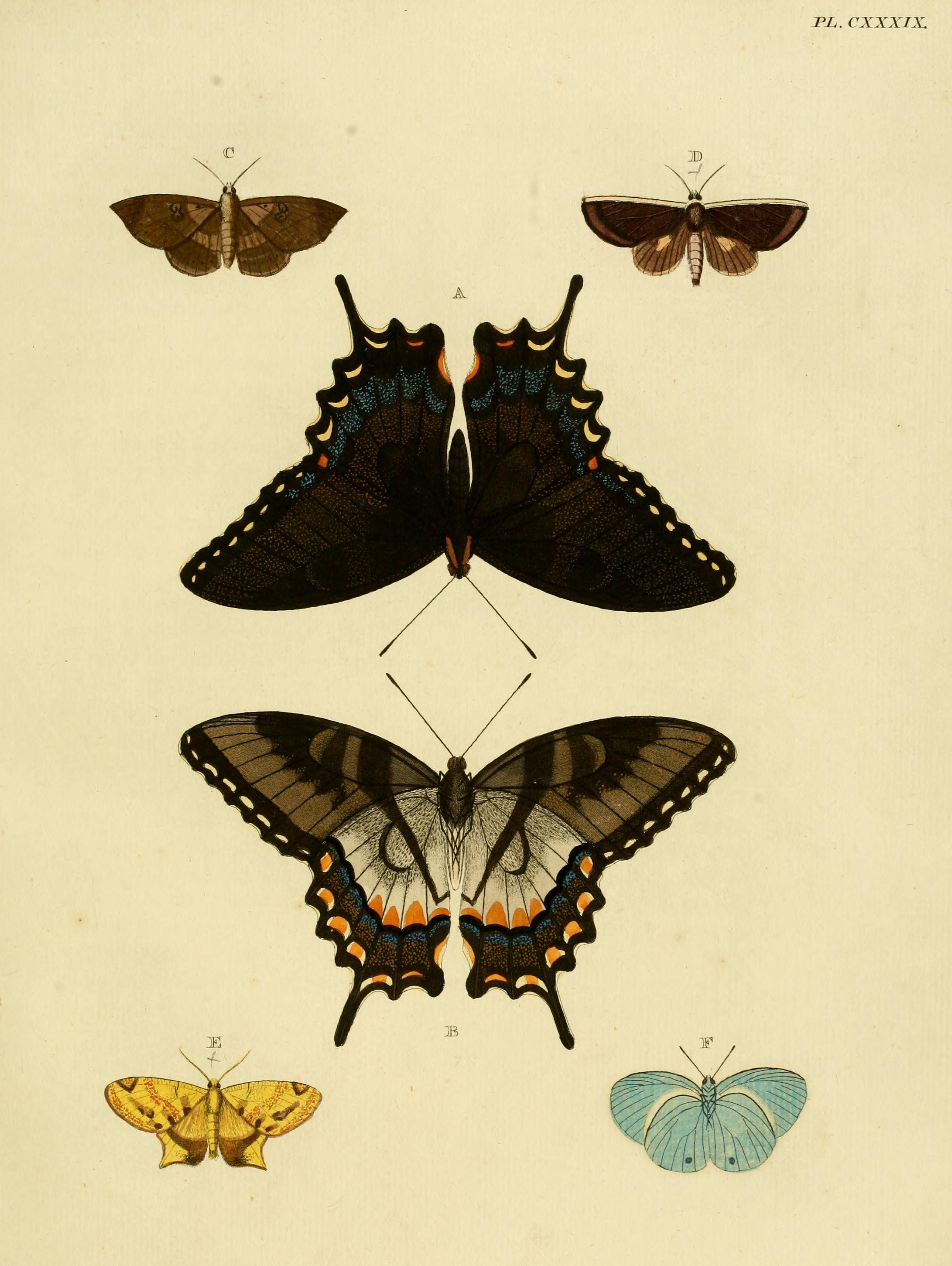
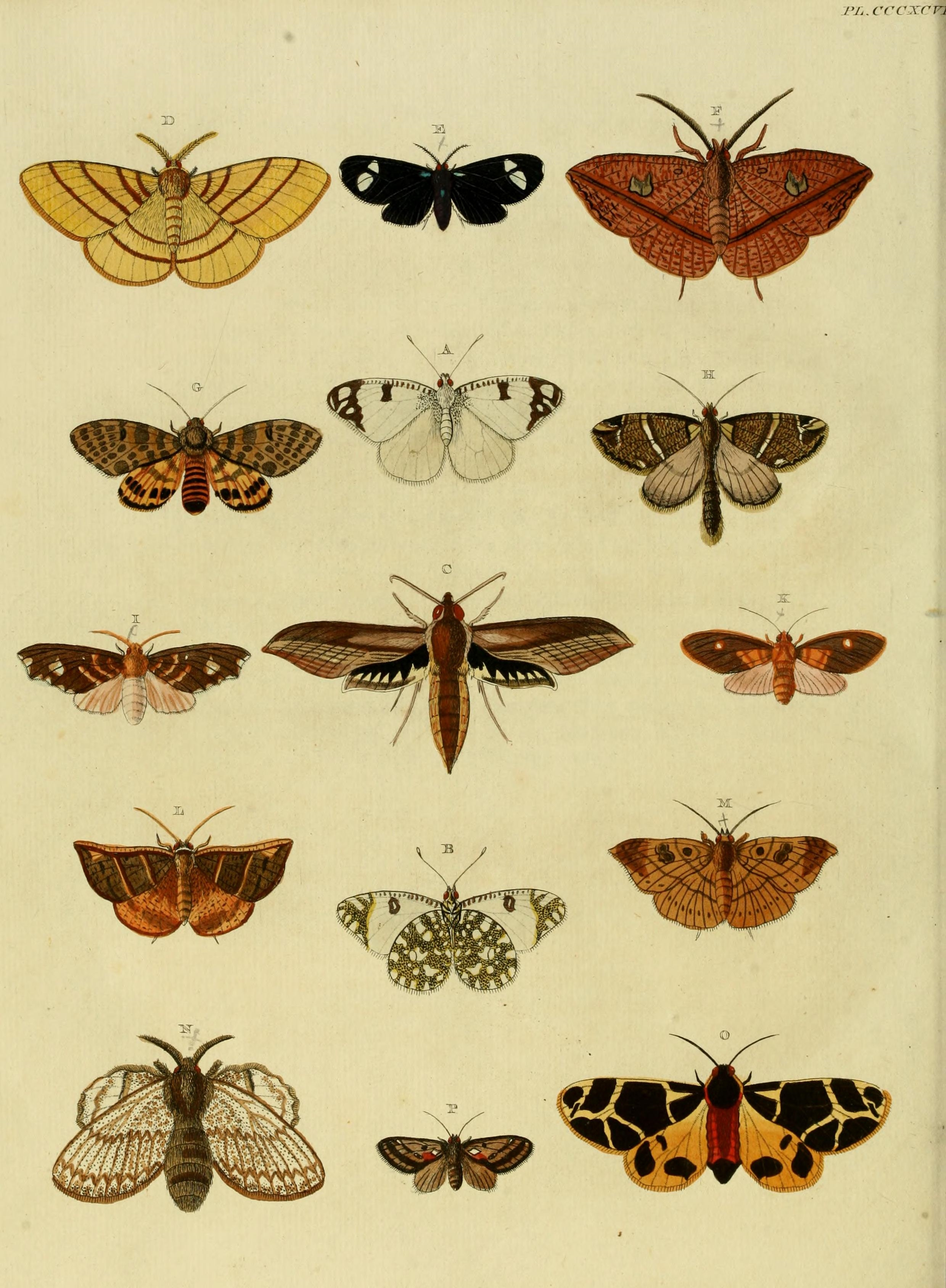